# Neun Heilige

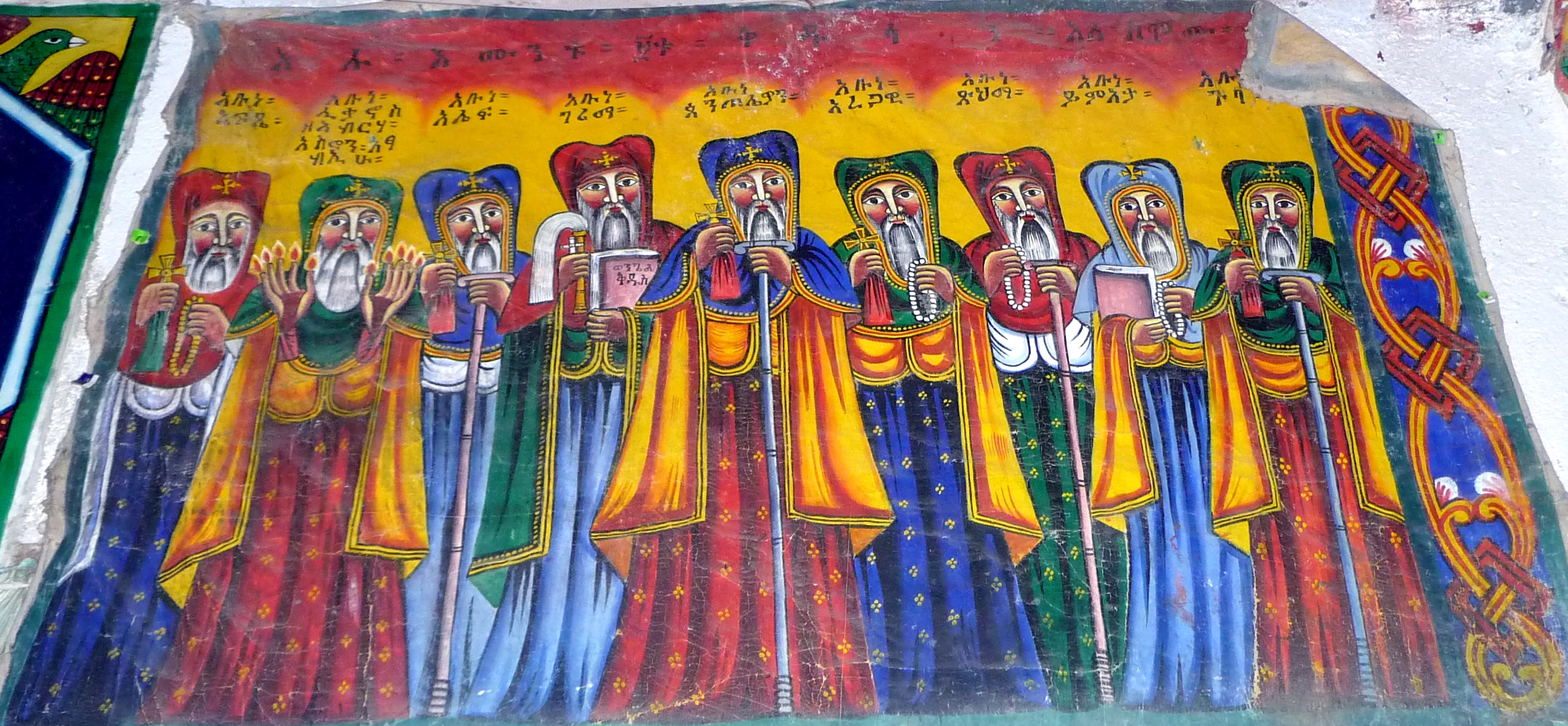
Darstellung der Neun Heiligen im Abba-Pantelewon-Kloster in der Nähe von Axum, Äthiopien

Die Neun Heiligen waren eine Gruppe von christlichen Missionaren, die im späten 5. Jahrhundert eine wichtige Rolle bei der Verbreitung und der Etablierung des Christentums im heutigen Äthiopien spielten. Die neun Heiligen waren:
1. Abba Aftse
2. Abba Alef
3. Abba Aragawi
4. Abba Garima (Isaac oder Yeshaq)
5. Abba Guba
6. Abba Liqanos
7. Abba Pantelewon
8. Abba Tsahma
9. Abba Yem’ata

Rugare Rukuni und Erna Oliver, Wissenschaftler am Department of Christian Spirituality, Church History and Missiology der Universität von Südafrika, argumentieren, dass der gegenwärtige jüdisch geprägte Charakter der äthiopischen christlichen Gemeinde größtenteils auf den Einfluss der Neun Heiligen zurückzuführen ist, die sie als „jüdische Christen“ beschreiben.

## Herkunft
Obwohl die Herkunft der Neun Heiligen meistens mit Syrien angegeben wurde, kommen nur zwei oder drei der Heiligen von dort. Die Herkunft von weiteren Heiligen wird heutzutage nach Konstantinopel, Anatolien oder Rom verortet. Der äthiopische Historiker Taddesse Tamrat vermutet, dass die Neun Heiligen durch die Verfolgungen auf Grund des Konzils von Chalcedon nach Äthiopien kamen und auf der Reise entlang der damaligen Karawanenrouten das Christentum verbreitet haben.

## Gründungen von christlichen Klöstern
Neben der Konversion der lokalen Bevölkerung zum Christentum haben die Neun Heiligen einige Klöster im Einklang mit den Regeln des Heiligen Pachomios gegründet. Abba Aftse gründete ein Kloster in Yeha, und Abba Alef gründete das nördlichste Kloster in der Nähe des Mareb. Die Gründung des Klosters Debre Damo wird Abba Aragawi zugeschrieben. Abba Liqanos und Abba Pantelewon werden mit der Klostergründung in Axum in Verbindung gebracht. Abba Garima errichtete ein Kloster nördlich von Adwa, Abba Guba eines in Madara und Abba Tsahma eines in Sedenya. Abba Yem’ata hat das südlichste der Gruppe von Klöstern mit Zuordnung zu den Neun Heiligen gegründet, bekannt für die monolithische Kirche Abuna Yemata Guh.

## Abba Garima und die Garima-Evangeliare
Die Garima-Evangeliare (englisch Garima Gospels), zwei kostbare illustrierte Manuskripte, die angeblich von Abba Garima selbst geschrieben wurden, könnten laut jüngeren Radiokohlenstoffdatierungen tatsächlich zur Zeit der Ankunft des Heiligen Abba Garima im Abba-Garima-Kloster – das soll im Jahre 494 n. Chr. gewesen sein – entstanden sein. Sie werden heutzutage als das älteste bebilderte christliche Manuskript der Welt angesehen und als das älteste noch erhaltene Manuskript aus Äthiopien.